# Edwardsia vivipara
Edwardsia vivipara is een zeeanemonensoort uit de familie Edwardsiidae.
Edwardsia vivipara is voor het eerst wetenschappelijk beschreven door Carlgren in 1950.